# Nicolás Medina
Nicolás Rubén Medina (Buenos Aires, 17 febbraio 1982) è un ex calciatore argentino, di ruolo centrocampista.

## Carriera

### Club
Inizia la carriera calcistica nell'Argentinos Juniors. Nel 2001 viene acquistato dagli inglesi del Sunderland per 3,5 milioni di sterline, ritrovando Julio Arca, suo compagno di squadra agli Argentinos Juniors e passato agli inglesi l'anno prima.
Nei primi tempi al Sunderland fu costretto nella squadra riserve per diversi mesi.
Abbandonò il Sunderland dopo due anni avendo giocato una sola partita in prima squadra, in FA Cup contro il Bolton Wanderers (che non concluse in quanto sostituito). È il calciatore più costoso acquistato dal Sunderland senza aver mai giocato un solo minuto in campionato.
Dopo una breve esperienza in Spagna con le maglie del CD Leganés e del Real Murcia, ha fatto ritorno in patria vestendo le casacche di Rosario Central, Nueva Chicago e Talleres in tre anni.
Nel 2007 gioca per il Gimnasia y Esgrima La Plata e nel 2009 all'O'Higgins.

### Nazionale
Con la nazionale Under-23 ha conquistato l'oro olimpico ad Atene 2004, e anche una presenza nella nazionale maggiore.

## Palmarès

### Nazionale
- Campionato mondiale Under-20: 1

2001
- Oro olimpico: 1

Atene 2004